# La Démocratie sociale
 (mai 2016).
La Démocratie sociale était un journal hebdomadaire français de l'union républicaine socialiste et radicale publié depuis Basse-Terre, en Guadeloupe. La Démocratie sociale a été fondé en 1909, comme un organe du parti Candaciste,. Il a été initialement édité par Vital Borifax,. En 1937, son directeur était Charles Moynac.